# Friedrich Eisenlohr (pisarz)
Friedrich Eisenlohr, właściwie Karl Ernst Otto Fritz Eisenlohr (ur. 26 maja 1889 we Fryburgu Bryzgowijskim, zm. 18 października 1954 w Berlinie Wschodnim) – niemiecki poeta, prozaik i dramaturg, brat malarki i rzeźbiarki Evy Eisenlohr oraz najmłodszej z rodzeństwa Helene.

## Życiorys
Karierę pisarską Eisenlohr rozpoczął od napisania wspólnie z Livingstonem Hahnem oraz Ludwigiem Rubinerem tomiku proto-dadaistycznej poezji Kriminal-Sonete (1 wyd. 1913).
W 1914 roku, podczas działań wojennych we Francji pisarz przeszedł załamanie nerwowe i został odesłany na tyły frontu jako niezdolny do służby wojskowej.
W czasach Republiki Weimarskiej Eisenlohr skupił się na działalności dramatycznej reżyserując i wystawiając m.in. sztuki polskich autorów. W 1921 roku poślubił w Monachium polską aktorkę żydowskiego pochodzenia Lilly Sueß. Wcześniej oboje sympatyzowali z efemeryczną Bawarską Republiką Rad, co znalazło odzwierciedlenie w autobiograficznej, dedykowanej ówczesnej żonie, powieści Das gläserne Netz: ein Roman aus dem Anfang des XX. Jahrhunderts (1927). Po dojściu nazistów do władzy Eisenlohrowie przenieśli się do Berlina i rozpoczęli pracę w tamtejszych teatrach. W 1935 roku, gdy w życie wchodzą ustawy norymberskie, małżonkowie rozwodzą się.
W 1940 roku, w serii Niemieckiej Młodzieżowej Biblioteki Wojennej (zeszyt 14), ukazało się opowiadanie Eisenlohra zatytułowane Bomber über Warschau: Kameradschaft zweier deutscher Flieger („Bombowce nad Warszawą: Przyjaźń dwóch niemieckich pilotów”). Po zakończeniu II wojny światowej, dzięki dawnej znajomości z Heinrichem Mannem oraz Johannesem Becherem, Eisenlohr pozytywnie przeszedł proces denazyfikacji, a jego wojenna twórczość została uznana za „apolityczną literaturę nazistowską”.
Przez pozostałą część życia Eisenlohr pracował w Berlinie Wschodnim w Aufbau-Bühnen-Vertrieb jako szef sprzedaży scenicznej, organizując m.in. wystawienia sztuki Leona Kruczkowskiego „Niemcy”. W Aufbau-Bühnen-Vertrieb Eisenlohr poznał swoją drugą żonę, Annemarie Bostroem. Oboje pochowani zostali na cmentarzu Dorotheenstädtischer (Berlin-Mitte).